# Орловка (Тюменская область)
Орловка — деревня в Ишимском районе Тюменской области России. Входит в состав Клепиковского сельского поселения.

## История
До 1917 года входила в состав Ларихинской волости Ишимского уезда Тюменской губернии. По данным на 1926 год состояла из 80 хозяйств. В административном отношении входила в состав Синицынского сельсовета Жиляковского района Ишимского округа Уральской области.

## Население
| 2010 |
| ---- |
| 168  |

По данным переписи 1926 года в деревне проживало 468 человек (218 мужчин и 250 женщин), в том числе: русские составляли 98 % населения, украинцы — 2 %.
Согласно результатам переписи 2002 года, в национальной структуре населения русские составляли 98 % из 205 чел.